# 通り池

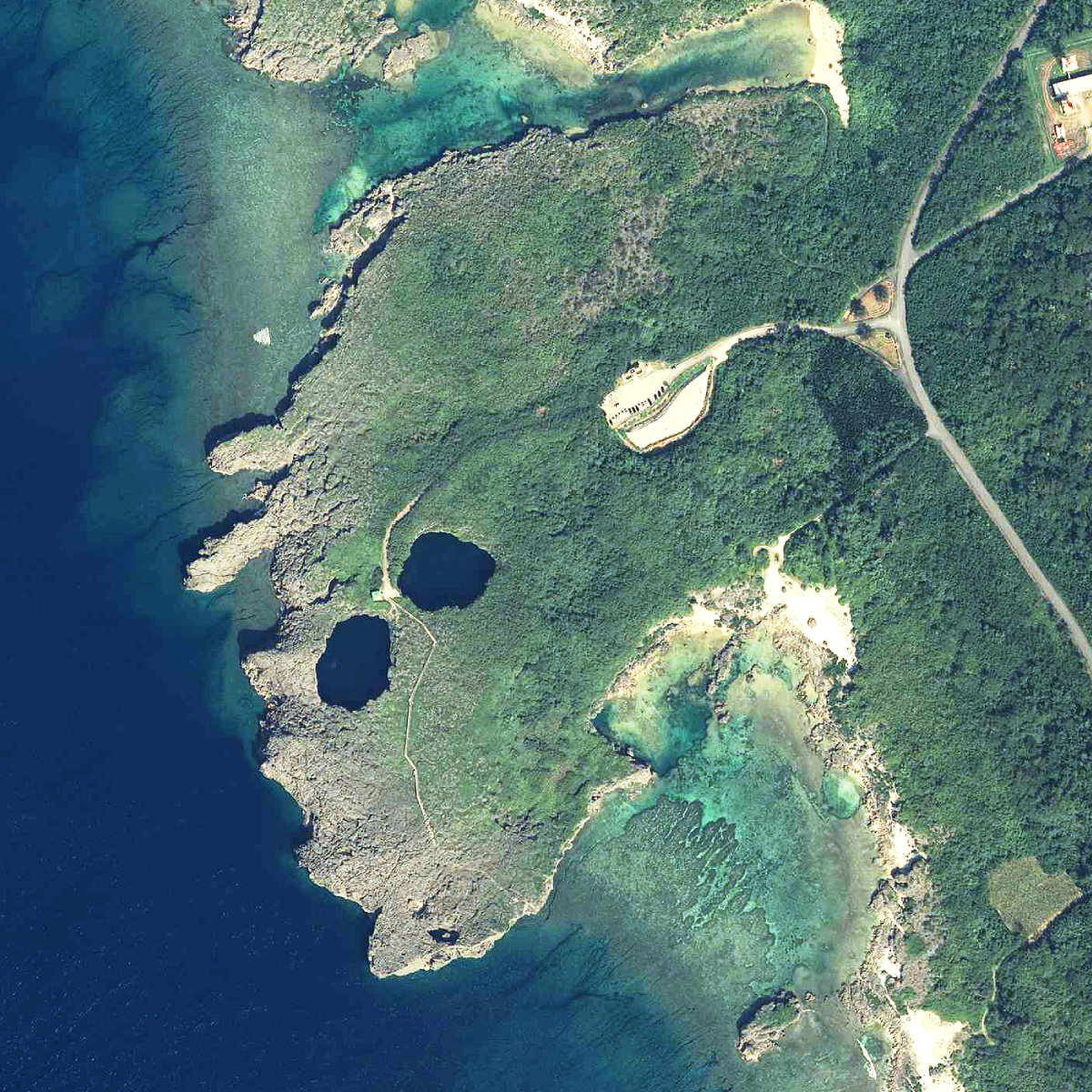
通り池（2019年撮影）

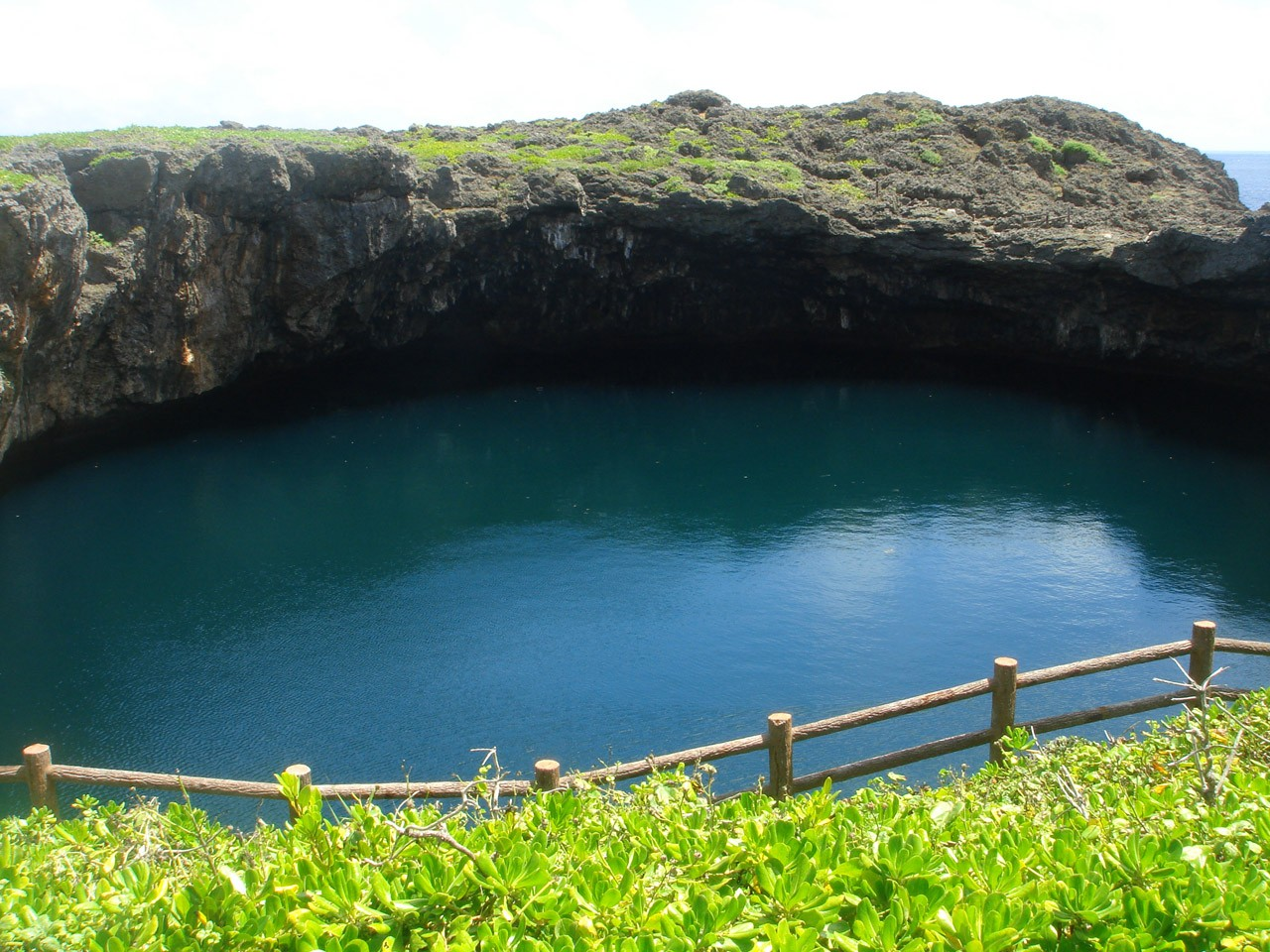
通り池

通り池（とおりいけ）は、沖縄県宮古島市の下地島の西岸にある池である。「下地島の通り池」として国の名勝及び天然記念物に指定されている。

## 概要
下地島北西部の海岸近くにある大小2つの円形の池で、一の池と呼ばれる海側（南側）の池が直径75メートル、水深45メートル、二の池と呼ばれる陸側（北側）の池が直径55メートル、水深25メートルである。地上からは2つの池が並んでいるように見えるが、これらは地下でつながっており、さらに海側の池は洞穴で海とも通じている。「通り池」という名は、このような池の構造に由来する。この地形は、海岸にあった鍾乳洞が、波によって侵食されて大きくなり、天井が部分的に崩落して形成された陥没ドリーネに海水が浸入したものである。池の周辺には石灰岩が点在するカレンフェルトと呼ばれるカルスト地形が発達している。
この池は海とつながっているために潮の干満につれて水面が上下し、サーモクラインによって色が変化して見える。また、深度によって塩分濃度や水温に差があるため、多種多様な魚介類が分布しており、サーモクラインによる神秘的な景観とも相まって、絶好のダイビングスポットとなっている。
このような地形は希少であり、また、周囲に学術上貴重な植物が分布していることから、通り池は、2006年7月28日に国の名勝及び天然記念物に指定されている。名勝と天然記念物との二重指定は33年ぶりのことである。なお、この指定によって通り池でのダイビングが規制を受けることはないとされる。
下地島の西海岸には、通り池と同様の陥没ドリーネが点在している。通り池のさらに先には、鍋底池（鍋底）というやや小さい池がある。この池も、通り池と同様に洞窟で海につながっており、ミニ通り池とも呼ばれている。鍋底池までは2002年に遊歩道が整備されていたが、2016年の台風で損壊して通り池から先は通行止めになっている。

## 伝説
神秘的な景観を見せる通り池にはいくつかの伝説が残っている。
ユナイタマ（ヨナタマ）伝説
1748年の『宮古島記事仕次』には、次の伝説が収録されている。
この伝説は次の形でも伝承されている
また別の形では、漁師の名は後前（あとめー）タカッチャと云い、よなたま（ユナイタマ）は人面魚体の人魚で食べるために炙られて母人魚に助けを求めたため、津波が起きた、とされている。
この伝説中の大波とは、1771年（明和8年）の八重山地震の津波（明和の大津波）ともされる。しかし、この伝説は、上述の通り、この津波以前の1748年に書かれた『宮古島紀事仕次』に収録されており、先島地方には明和の大津波以前にも何度も津波が襲来しているので、この伝説はそれらの津波に由来するものとも考えられる。
『宮古島紀事仕次』には、「よなたまといふ魚」等と記されており、ユナイタマはジュゴンであるという記述はない。大正・昭和初期に活躍した郷土史家・稲村賢敷は、ユナ（海）・タマ（魂・精霊）で、海の精霊のことだとその著書のなかで解釈している。また、柳田国男もヨナタマは海霊であり、「ヨナが海という言葉と同じではなかろうか」と述べている。
継子伝説
1727年の『雍正旧記』には、次の伝説が収録されている。
この伝説は次の形でも伝承されている。
これは、海側の池にまつわる話で、現在でも池のそばには「継子台」と呼ばれる岩場が残っている。